# Гаджиев, Гейдар Маликович
Гайда́р Абдулма́ликович Гаджи́ев (5 августа 1954, Харахи, Хунзахский район, Дагестанская АССР, РСФСР, СССР — 1 декабря 2001, Моздок, Северная Осетия, Россия) — российский военачальник, участник второй чеченской войны, генерал-майор. Герой Российской Федерации, по национальности аварец. Потерял оба глаза и руку в результате самоподрыва, совершённого 29 ноября 2001 года уроженкой города Урус-Мартан Айзой Газуевой, и скончался через несколько дней в госпитале Моздока 

## Биография
По национальности — аварец. Окончил среднюю школу в 1970 году.

### Военная служба в РВСН
С августа 1970 года — в Вооружённых силах СССР. Окончил Ростовское высшее военное командное инженерное училище ракетных войск в 1974 году (военно-политический факультет).
Служил в Ракетных войсках стратегического назначения СССР на должностях политического состава. Окончил Военно-политическую академию имени В. И. Ленина в 1985 году. С 1985 года — заместитель командира воинской части по политчасти 308-го ракетного полка (в/ч 29438, позывной «Водевиль»). С 1990 года был заместителем начальника, а затем начальником политотдела 59-й ракетной дивизии РВСН (г. Карталы-6 Челябинской области). С 1992 года — заместитель командующего 31-й ракетной армии РВСН по воспитательной работе (Оренбург).

### Служба в Сухопутных войсках
В связи с сокращением РВСН в 1996 году был переведён для дальнейшего прохождения службы в Сухопутные войска Российской Федерации и назначен заместителем командира 136-й гвардейской мотострелковой бригады по воспитательной работе Северо-Кавказского военного округа (Буйнакск, Республика Дагестан). С 1998 года — заместитель военного комиссара Республики Дагестан. Участвовал в боевых действиях по отражению вторжения чеченских и международных террористов в Дагестан в августе — сентябре 1999 года.

### Участие во Второй чеченской войне
В июле 2000 года назначен военным комендантом Урус-Мартановского района Чеченской Республики, одного из самых опасных в республике в период второй чеченской войны. Лично руководил и принимал участие в проведении 158 спецоперациях на территории района, в которых уничтожено свыше 100 боевиков, захвачено живыми два полевых командира, изъято большое количество оружия и взрывчатки. В 2001 году Гаджиеву Г. А. указом Президента Российской Федерации присвоено воинское звание генерал-майор.
В российских СМИ упоминалось о жестокости Гаджиева по отношению к местному населению, о его причастности к похищениям и пыткам лиц, подозреваемых в причастности к НВФ, или их родных.

### Гибель
Днём 29 ноября 2001 года во время встречи с населением на одной из площадей Урус-Мартана был смертельно ранен в результате самоподрыва 17-летней смертницы Айзан Газуевой, которая, подойдя к нему, привела в действие спрятанное на собственном теле взрывное устройство. Вместе с ним погибли двое военнослужащих, еще один был ранен.
Как сообщает «Красная звезда», муж Газуевой воевал на стороне боевиков в Грозном. По сведениям информационного агентства «ПРИМА», два брата Газуевой были задержаны сотрудниками комендатуры Урус-Мартановского района в ходе зачистки, а впоследствии были обнаружены убитыми.
1 декабря 2001 года от полученных ранений Гаджиев умер в госпитале в Моздоке. Похоронен в родном селе.

## Награды
- Герой Российской Федерации (звание присвоено Указом Президента Российской Федерации от 25 января 2002 года За мужество и героизм, проявленные в ходе контртеррористической операции на Северном Кавказе)
- Орден Мужества (2001)
- Медали

## Память

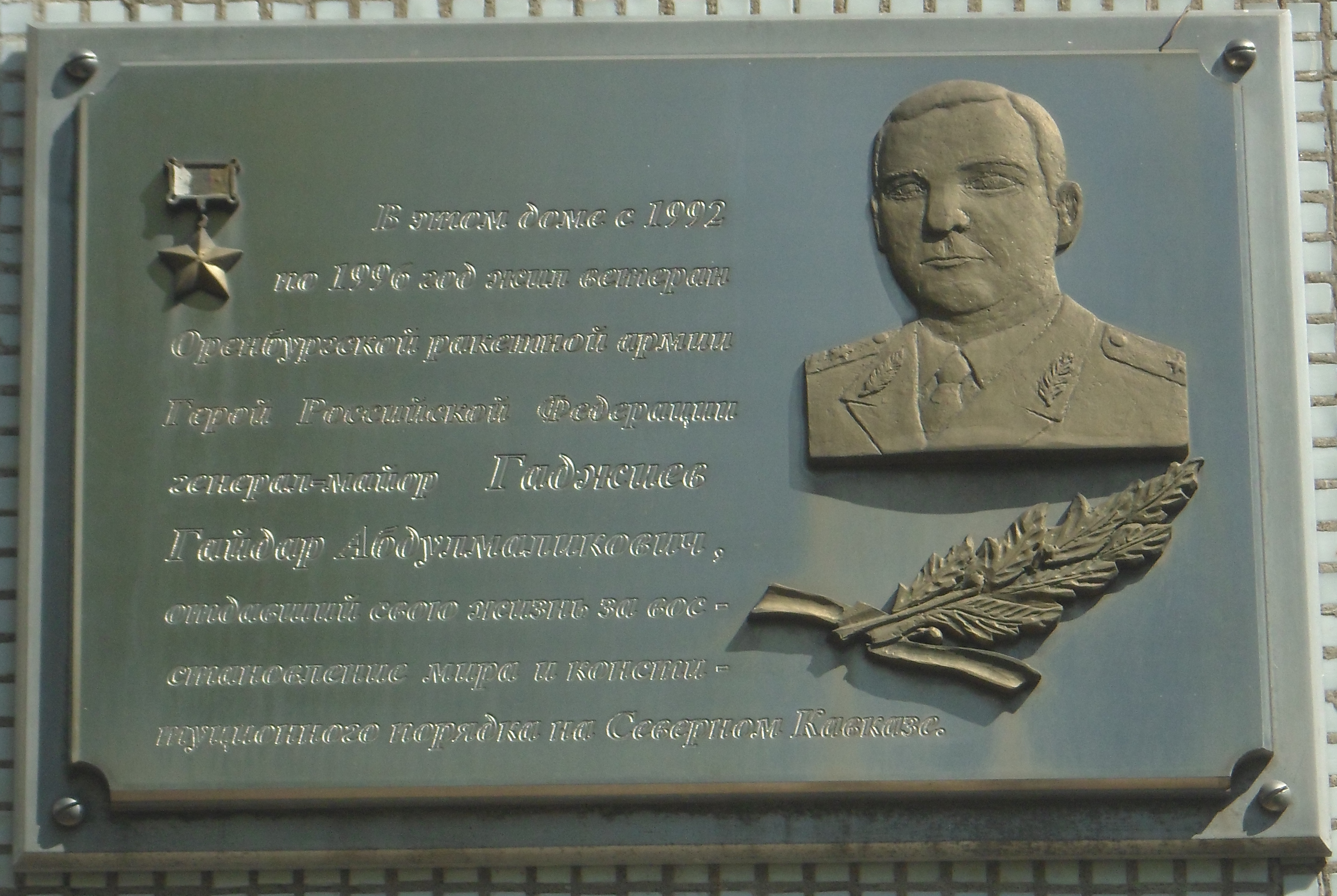
Памятная доска в Оренбурге

В 2014 году, к шестидесятилетию со дня рождения Гаджиева, на доме в поселке Локомотивный Челябинской области, где он жил во время своей службы в 59-й ракетной дивизии, была установлена мемориальная плита в его честь. Кроме того, имя Гаджиева носит местный дом культуры и кадетский корпус средней школы № 2, чьих воспитанников зовут юными гаджиевцами. Ежегодно 5 августа кадеты проводят линейку памяти Гейдара Гаджиева. В здании школы имеется уголок памяти и памятный стенд о Гаджиеве, а с 2019 года — и его бюст.
15 марта 2016 года «за особые заслуги и выдающиеся достижения перед Отечеством» имя Гаджиева присвоили одной из центральных улиц Махачкалы. На ней также установлена памятная доска.
Именем Гаджиева названа школа в селе Харахи Хунзахского района Дагестана, в которой обучался Гаджиев, а также одна из улиц в райцентре этого муниципалитета.
В Оренбурге на доме, где жил Гаджиев, установлена мемориальная доска.